# Kragerø
Kragerø er en bykommune i Vestfold og Telemark, Norge, med et areal på 307 km²
og en befolkning på 10.481 indbyggere. Den grænser i sydvest til Risør, i vest til Gjerstad, i nordvest til Drangedal og i nordøst til Bamble. Kragerø by havde i 2019 ca. 5.369 indbyggere,
Kragerø er Telemarks sydligste kommune, og om sommeren øges indbyggertallet ved den store tilstrømning af turister, og da kan det komme op omkring 20.000.
Kragerø har 495 øer, holme og skær og 4.000 fritidsboliger. Der er også 190 søer indenfor kommunens grænser. I sejlskibstiden var Kragerø en af Norges største søfartsbyer. 
Den ældste bebyggelse lå på begge sider af sundet mellem fastlandet og øen Ø som har givet navn til byen. Dette navn er sandsynligvis en dansk skrivemåde for Kråkerøy, efter fuglearten krage.

## turisme og næringsliv
Kragerø er Vestfold og Telemarks sydligste kommune, og om sommeren mangedobler indbyggertallet sig på grund af turisttilstrømningen. Blandt de vigtigste turistmål er Jomfruland og Kragerø by.